# Semínská Vrata
Semínská Vrata je samota nalézající se asi 1 km východně od centra obce Kladruby nad Labem na silnici III. třídy č. 3229 vedoucí do obce Semín. Administrativně je zde registrováno 5 adres.

## Galerie

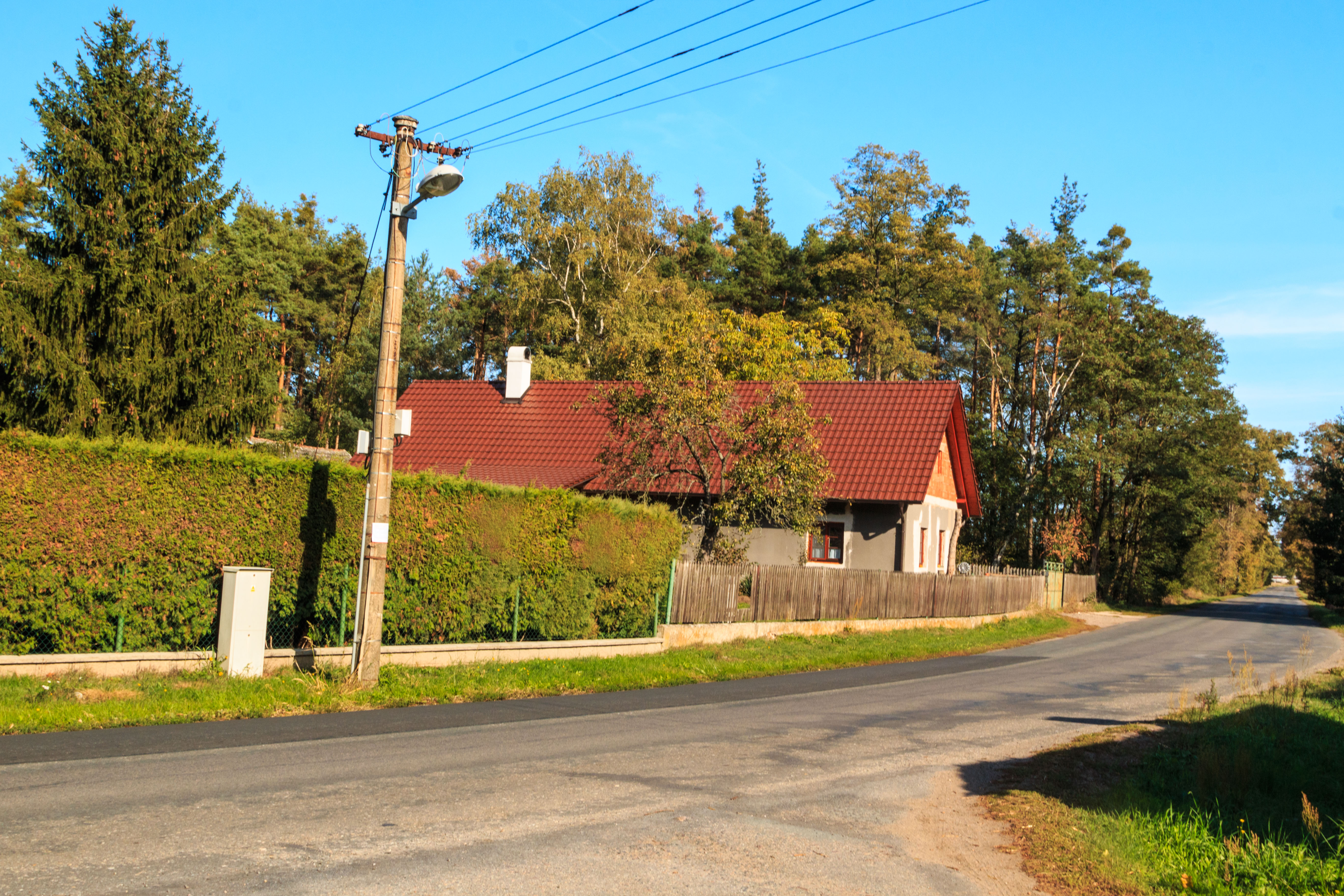
Semínská Vrata - dům čp. 128
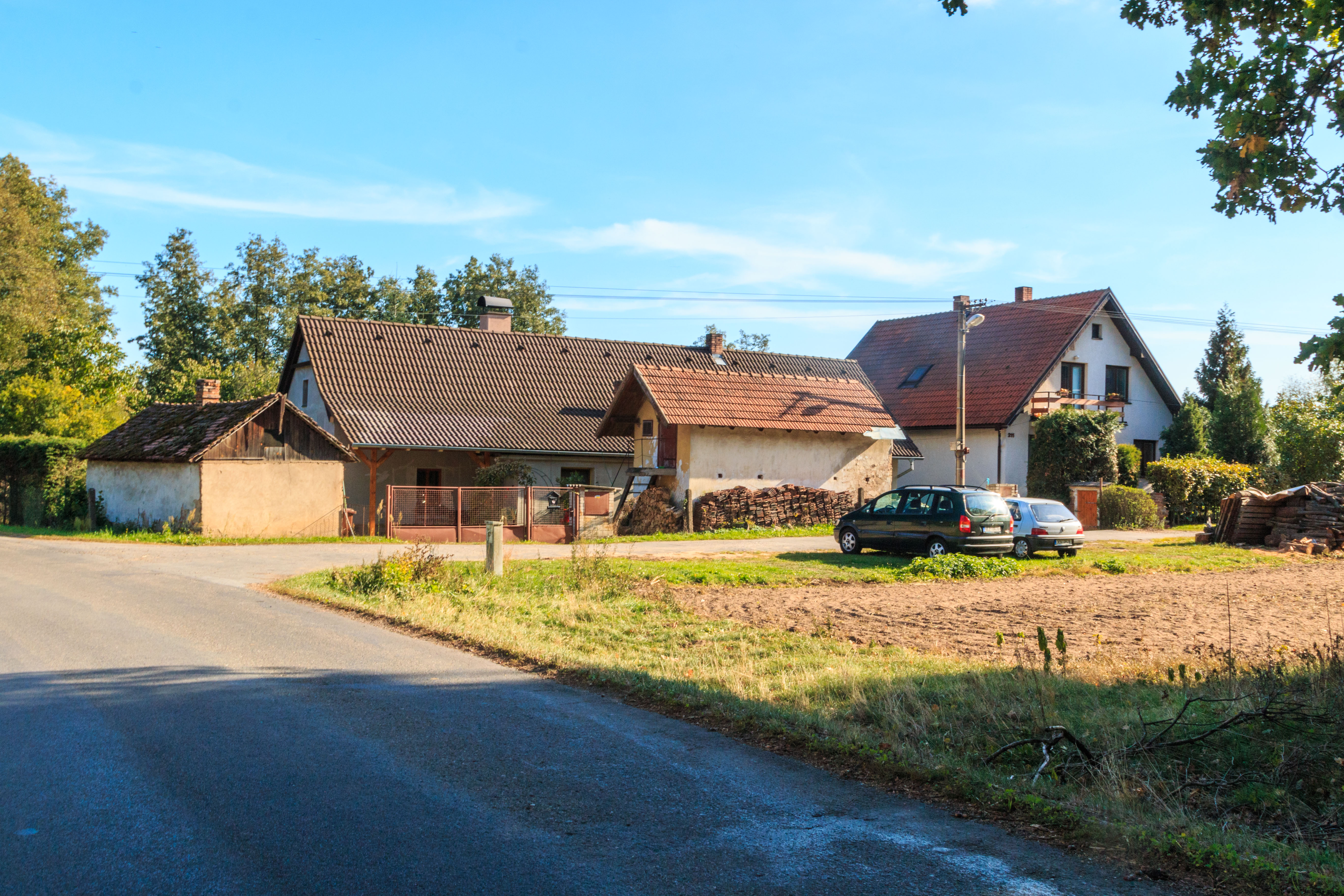
Semínská Vrata - dům čp. 47
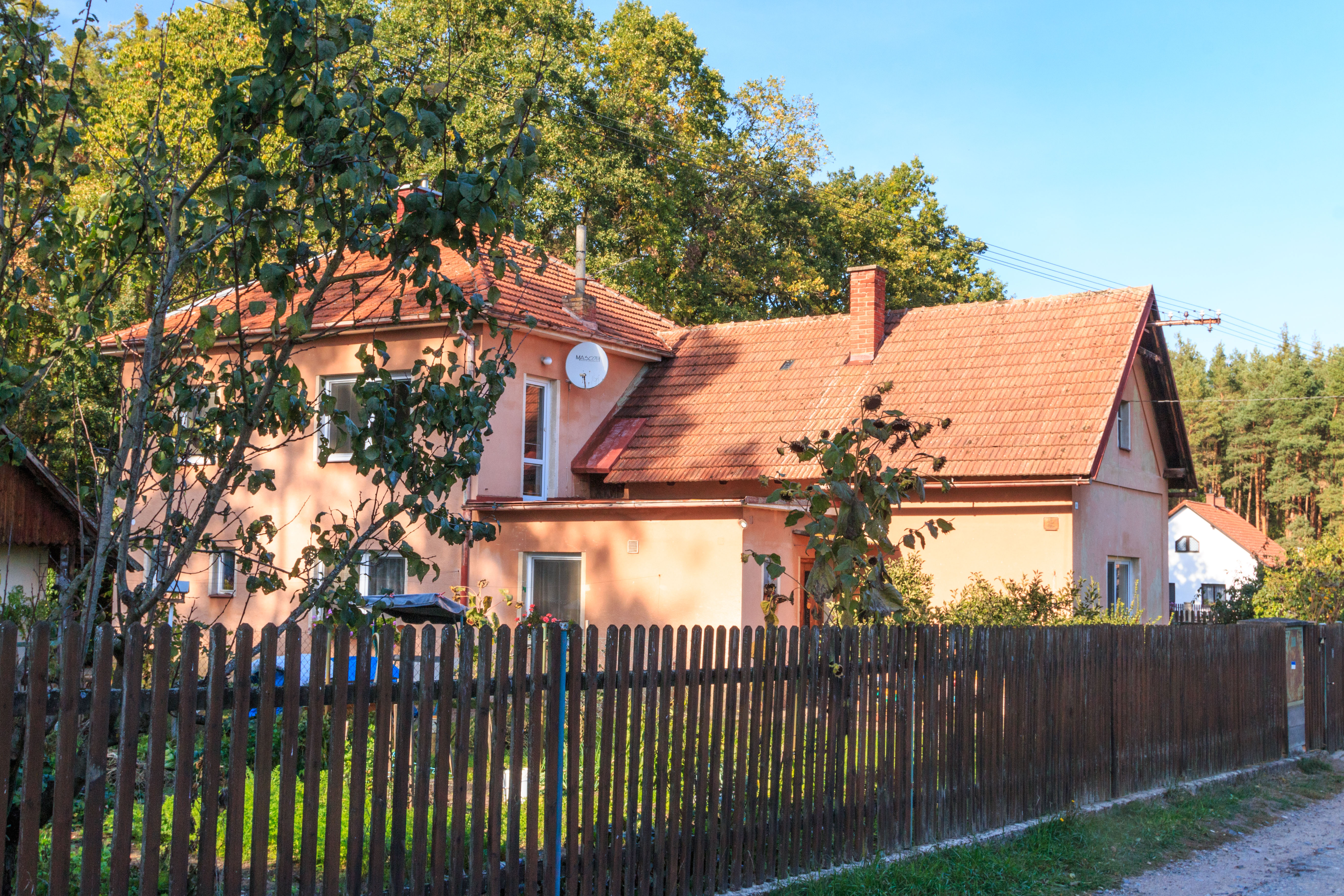
Semínská Vrata - dům čp. 88